# Dans les rues
Pour plus de détails, voir Fiche technique et Distribution.
Dans les rues est un film français réalisé par Victor Trivas sorti en 1933.

## Synopsis
Les dures conditions de vie du petit peuple "de la rue", entre drame et comédie, entre romance, violence et pauvreté.
Sans travail, Jacques Lérande traîne dans les rues et s'acoquine avec une bande de petits chapardeurs, qui se retrouvent chez un vieux brocanteur alcoolique, le père Schlamp. Ils viennent surtout pour la fille de ce dernier, Rosalie, dont Jacques est amoureux. Pour la séduire, Jacques est prêt à tout et se met donc à jouer au dur. Mais, en réalité il est faible et surtout influençable, et il se retrouve bientôt mêlé à un cambriolage qui tourne mal, causant la mort d'une vieille dame.
Grâce à l'amour de sa mère, Jacques retrouve l'équilibre, un travail et, il est sauvé de la prison.

## Fiche technique
- Réalisation : Victor Trivas
- Scénario : Victor Trivas d'après le roman de J.-H. Rosny aîné[1], avec la collaboration d'Alexandre Arnoux
- Dialogues : Henri Duvernois et Alexandre Arnoux
- Décors : Andrej Andrejew
- Photographie : Rudolph Maté, Louis Née
- Son : Georges Leblond, Hermann Storr
- Paroles des chansons : Alexandre Arnoux et Jean Nohain
- Musique : Hanns Eisler
- Société de production : Société Internationale Cinématographique
- Directeur de production : Pierre O'Connell
- Pays :  France
- Format : Son mono - 35 mm - Noir et blanc - 1,37:1
- Genre : Crime, Drame, Romance
- Durée : 81 minutes
- Dates de sortie : 
  - France : 26 juillet 1933
  - États-Unis : 4 septembre 1939, sous le titre Song of the Streets
  - Portugal : 20 juillet 1942, sous le titre Nas Ruas...

## Autour du film
Les débuts de deux futurs grands acteurs :
-         Jean-Pierre Aumont qui a débuté à 20 ans au cinéma en 1931 dans Jean de la Lune, obtient un premier rôle comme jeune ouvrier sombrant dans la délinquance dans ce film de 1933.
-         Autre grand débutant, âgé de 19 ou 20 ans à l'époque du tournage, du nom de Jean Marais qui ne fait que de la figuration dans ce même film. « On me confie une petite figuration. Je figure dans une bagarre. Je tape de bon cœur. Je vais voir le film, je suis invisible » écrit-il dans Mes quatre vérités,.